# Jānis Pauļuks
Jānis Pauļuks (Lielsesava, l'actual districte de Sesava, 1865 − 21 de juny de 1937) va ser un polític letó que va ocupar el càrrec de Primer Ministre de Letònia entre el 27 de gener i el 27 de juny del 1923. Pauļuks va exercir la política amb el partit Unió d'Agricultors Letons.